# Hans Venneker
Hans Venneker (Rotterdam, 5 marzo 1945) è un allenatore di calcio ed ex calciatore olandese, di ruolo attaccante.

## Carriera

### Club
Dopo aver iniziato a giocare nelle giovanili del Feyenoord, Venneker approda in prima squadra nel 1964 e alla sua prima stagione da professionista vince sia l'Eredivisie che la Coppa nazionale. Venneker resta al Feyenoord fino al 1967, anno in cui si trasferisce al N.E.C., dove rimane una sola stagione. L'anno dopo passa quindi allo Sparta Rotterdam, dove diventa un pilastro giocando più di 200 partite di campionato in sette anni di permanenza. Chiude la carriera al Clermont nel 1977.

### Nazionale
Venneker ha giocato in totale 4 match con la Nazionale olandese, senza mai segnare; l'esordio è avvenuto il 10 ottobre 1971 nel match valevole per le qualificazioni agli Europei 1972 contro la Germania Est (3-2).

## Statistiche

### Cronologia presenze e reti in Nazionale
| Cronologia completa delle presenze e delle reti in nazionale ― Paesi Bassi | Cronologia completa delle presenze e delle reti in nazionale ― Paesi Bassi | Cronologia completa delle presenze e delle reti in nazionale ― Paesi Bassi | Cronologia completa delle presenze e delle reti in nazionale ― Paesi Bassi | Cronologia completa delle presenze e delle reti in nazionale ― Paesi Bassi | Cronologia completa delle presenze e delle reti in nazionale ― Paesi Bassi | Cronologia completa delle presenze e delle reti in nazionale ― Paesi Bassi | Cronologia completa delle presenze e delle reti in nazionale ― Paesi Bassi |
| Data                                                                       | Città                                                                      | In casa                                                                    | Risultato                                                                  | Ospiti                                                                     | Competizione                                                               | Reti                                                                       | Note                                                                       |
| -------------------------------------------------------------------------- | -------------------------------------------------------------------------- | -------------------------------------------------------------------------- | -------------------------------------------------------------------------- | -------------------------------------------------------------------------- | -------------------------------------------------------------------------- | -------------------------------------------------------------------------- | -------------------------------------------------------------------------- |
| 10-10-1971                                                                 | Rotterdam                                                                  | Paesi Bassi                                                                | 3 – 2                                                                      | Germania Est                                                               | Qual. Euro 1972                                                            | -                                                                          |                                                                            |
| 17-11-1971                                                                 | Eindhoven                                                                  | Lussemburgo                                                                | 0 – 8                                                                      | Paesi Bassi                                                                | Qual. Euro 1972                                                            | -                                                                          |                                                                            |
| 1-12-1971                                                                  | Amsterdam                                                                  | Paesi Bassi                                                                | 2 – 1                                                                      | Scozia                                                                     | Amichevole                                                                 | -                                                                          |                                                                            |
| 16-2-1972                                                                  | Atene                                                                      | Grecia                                                                     | 0 – 5                                                                      | Paesi Bassi                                                                | Amichevole                                                                 | -                                                                          |                                                                            |
| Totale                                                                     |                                                                            | Presenze                                                                   | 4                                                                          |                                                                            | Reti                                                                       | 0                                                                          |                                                                            |

## Palmarès
- Campionato olandese: 1

Feyenoord: 1964-1965
- KNVB beker: 1

Feyenoord: 1964-1965